# Windows Package Manager
O Windows Package Manager (alternativamente conhecido como winget) é um gerenciador de pacotes livre e de código aberto projetado pela Microsoft para Windows 10 e Windows 11. Consiste em um utilitário de linha de comando e um conjunto de serviços para instalar aplicativos. ISVs (do inglês, independent software vendor) podem usá-lo como um canal de distribuição para seus pacotes de software.

## História
O Gerenciador de Pacotes do Windows foi anunciado pela primeira vez numa conferência de desenvolvedores da Microsoft em maio de 2020. Antes de decidirem desenvolver a aplicação, a equipe por trás dela explorou Chocolatey, Scoop, Ninite, AppGet, Npackd e OneGet, baseado emPowerShell.Após o anúncio do winget, Keivan Beigi, desenvolvedor do AppGet, afirmou que a Microsoft havia entrevistado-o em dezembro de 2019 sob a intenção de adquirir o AppGet e contratá-lo. Depois de conversar, a Microsoft teria cessado a comunicação com ele até confirmar um dia antes do lançamento do winget que não o admitiria. Beigi ficou consternado com a falta de créditos ao AppGet pela Microsoft. O lançamento do winget, ainda, o levou a anunciar que o AppGet seria descontinuado em agosto de 2020. A Microsoft respondeu com uma postagem de blog associando uma série de recursos do winget ao AppGet.
A Microsoft lançou a versão 1.0 do Windows Package Manager em 27 de maio de 2021. O Microsoft Community Repository incluía mais de 1.400 pacotes em tal data.

## Visão geral
A ferramenta winget suporta instaladores baseados em EXE, MSIX e MSI. O repositório público do Windows Package Manager Community hospeda arquivos manifest para aplicativos suportados no formato YAML. Em setembro de 2020, a companhia adicionou a capacidade de instalar aplicativos da Microsoft Store e um recurso de preenchimento automático de comandos.
A fim de reduzir a probabilidade de softwares maliciosos entrarem no repositório e na máquina de destino, o Gerenciador de Pacotes do Windows usa o Microsoft SmartScreen, análise estática, validação de hash SHA256 e outros processos.
O código-fonte do cliente do gerenciador e o repositório de manifestos da comunidade estão licenciados a partir da Licença MIT e hospedados no GitHub.

### Comandos
| Nome      | Descrição                                               |
| --------- | ------------------------------------------------------- |
| export    | Exporta uma lista dos aplicativos instalados            |
| features  | Mostra o estado de recursos experimentais               |
| hash      | Exibe arquivos de hash do instalador em questão         |
| import    | Instala todos os aplicativos em um arquivo              |
| install   | Instala o devido aplicativo                             |
| list      | Ilustra aplicativos instalados                          |
| show      | Mostra informações sobre o aplicativo analisado         |
| search    | Pesquisa e apresenta informações básicas de aplicativos |
| settings  | Abre as definições de configuração do winget            |
| source    | Gerencia fontes para aplicativos                        |
| upgrade   | Atualiza o aplicativo inspecionado                      |
| uninstall | Desinstala o aplicativo aferido                         |
| validate  | Valida um arquivo manifest                              |

## Exemplo
O exemplo a seguir procura e instala o Visual Studio Code, um editor de código da Microsoft.
```
winget
 
install
 
vscode

```